# Santa Lliga de París

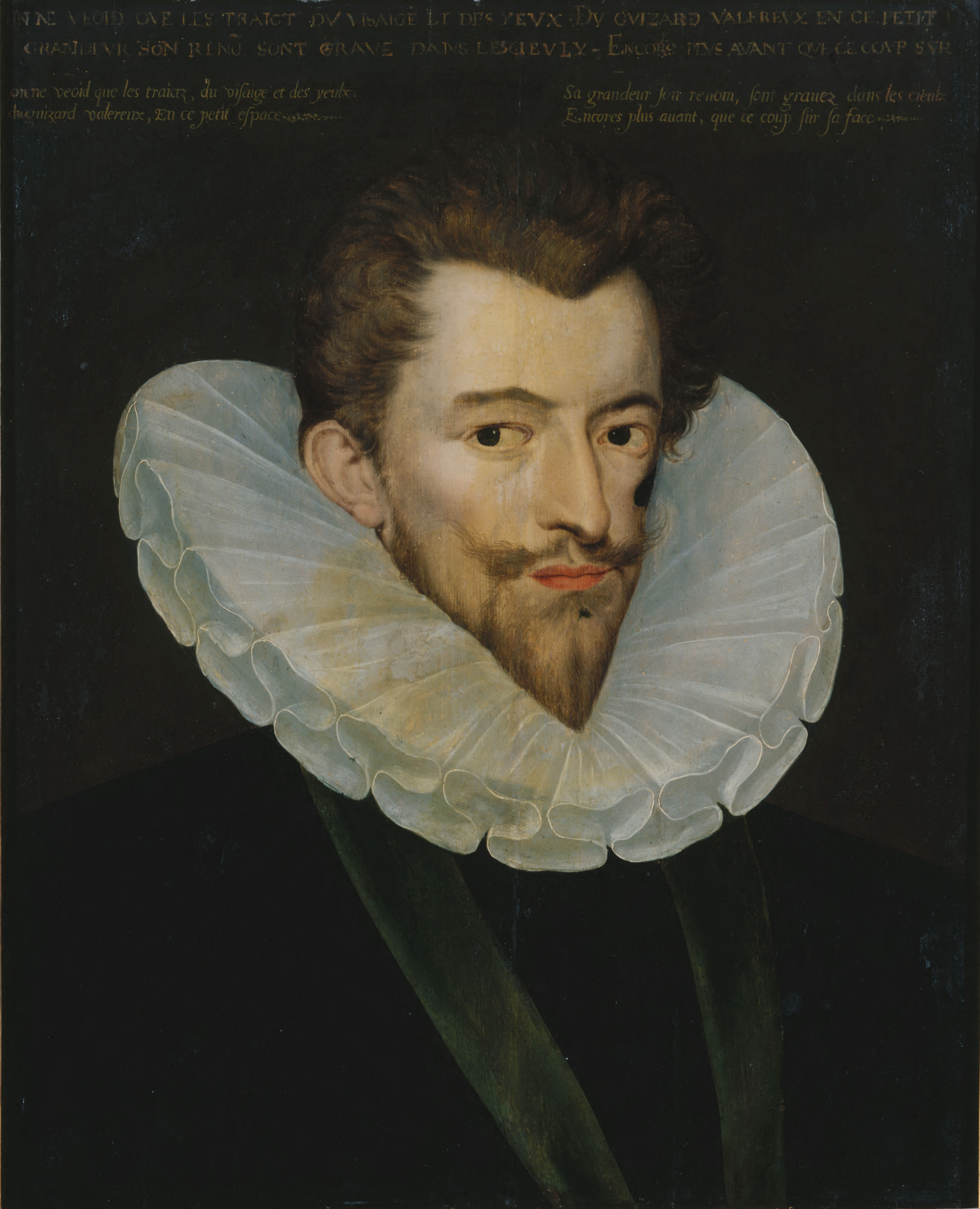
Retrat d'Enric I de Guisa, tercer duc de Guisa, cap al 1588, líder de la Santa Lliga durant les Guerres de religió de França. Museu Carnavalet, París

La Santa Lliga de París, també anomenada Santa Lliga, Lliga Catòlica o La Lliga (en francès: Ligue Catholique, Sainte Ligue o Sainte Union) va ser un moviment polític armat de caràcter catòlic creat a França a 1576 per Enric de Guisa, Duc de Guisa per oposar-se per la força a hugonots, protestants i a la Casa de Borbó durant les Guerres de religió a França.
La Santa Lliga va comptar amb el suport del papa Sixt V, els Jesuïtes, la reina Caterina de Mèdici i el rei Felip II d'Espanya. Va tenir com a cap militar Carles de Lorena, duc de Mayenne qui va succeir al seu germà Enric I de Guisa després del seu assassinat i va proclamar rei de França al Cardenal de Borbó.
Aquest partit ultracatòlic es va formar amb la finalitat de contraposar a l'Edicte de Saint-Germain (1570) i a l'Edicte de Beaulieu (6 de maig de 1576), considerats, tots dos, massa favorables als protestants. Tenia com a principal objectiu eliminar, definitivament, el protestantisme de França. La Santa Lliga va tenir una forta implantació a les regions de l'est i del nord-oest de França: Lorena, Borgonya, Xampanya, Bretanya, Normandia i en la ciutat de París, on va tenir lloc la Massacre del dia de Sant Bartomeu.

## Primera lliga

Territoris controlats per la noblesa hugonot i catòlica, i els territoris en disputa durant les guerres de religió (1562-1598)

El 1568, Picardia va experimentar la creació de grups de catòlics decebuts per les posicions reials considerades massa favorables als protestants i el 1570 amb la signatura de la pau de Saint-Germain-en-Laye que va acabar amb la tercera Guerra de Religió, i el 1576 amb l'Edicte de Beaulieu,que va acabar amb la cinquena guerra, que va aparèixer la primera de les lligues, la ligue picard. La concessió de localitats segures per als protestants, va provocar el descontentament i la revolta dels catòlics contra el rei. Les confraries del Sant Esperit i altres lligues es van unir en nom de la "Santa Trinitat", per restaurar i defensar la "Santa Església catòlica, romana i apostòlica". Va ser una revolta contra els edictes reals: Jacques d'Humières, governador de Péronne, es va negar a cedir la ciutat als protestants i va sol·licitar, per a això, l'ajuda dels prínceps i prelats del regne, per tal de restablir la religió catòlica i l'obediència de "Sa Majestat".
Aquest moviment es va estendre, ràpidament, per tota la Picardia, recolzat per Espanya (els Països Baixos Espanyols arribaven, en aquell temps, fins a l'Artois), de seguida es va implicar en això tota França. En principi els afiliats a la Lliga es van declarar com lleials i fidels al rei de França Enric I de França, ja que aquest defensava amb tenacitat a l'Església Catòlica. El propòsit de la Lliga era, a més de la defensa de l'Església, la defensa del rei i la dels Estats Generals de França.
Al novembre, el duc Enric I de Guisa va organitzar la Lliga de París. El desembre de 1576 el rei Enric III es va posar al capdavant de la Lliga reescrivint el seu propi programa d'intencions (la part en què, el poder reial, se sotmet als Estats Generals). L'any següent l'agitació general es va calmar i la Pau de Bergerac es va signar a 1577. La llibertat de consciència es va acordar amb els protestants, així com la llibertat de culte, durant sis anys, a la perifèria i les localitats a ells designades.

## Segona Lliga
Després de set anys de tranquil·litat, la crisi va reaparèixer a 1584, després de la mort d'Anjou i la nominació del protestant Enric de Navarra com el seu successor. Enric I de Guisa es va posar llavors al capdavant d'una nova Lliga. El 1582 el rei d'Espanya Felip II de Castella va ajudar econòmicament els catòlics, amb la doble intenció d'enfortir el catolicisme i debilitar al rei de França, el seu rival en l'escenari europeu. Va confirmar el seu suport signant el Tractat de Joinville el 31 de desembre de 1584, en el qual quedava designat com a successor al tron el Cardenal de Borbó.
La Lliga va publicar la seva proclamació el 31 de març de 1585 a Péronne, declarant que la seva intenció era que el rei no protegís als protestants, restablir el catolicisme com a religió única i obligar el rei a retre comptes regularment als Estats Generals. Les adhesions de caps militars es van multiplicar.
Enric III va haver de cedir davant les exigències de la Lliga, que havia adquirit gran força després de la signatura del Tractat de Nemours. La vuitena guerra de religió es va saldar per mitjà d'un acord militar, la victòria protestant a la batalla de Coutras equilibrada per les victòries d'Enric de Guisa a la batalla d'Auneau i la batalla de Vimory (1587), reforçar el seu prestigi.
Paral·lelament a aquesta segona Lliga, es va constituir una altra lliga de ciutats, primer a París i després a Turena, Xampanya, Borgonya ... Dirigida com una Societat secreta posseïa la seva pròpia armada i era molt més extremista que la Lliga dels nobles. Aquesta nova lliga considerava que el rei no tenia cap legitimitat i havia de sotmetre's als Estats Generals, a partir de 1591, va considerar, així mateix, que també la noblesa havia de quedar sotmesa als Estats Generals.
Els rumors d'una insurrecció es van estendre per París i Enric III va prohibir l'entrada a la ciutat al Duc de Guisa. No obstant això el 9 de maig el Duc de Guisa es va presentar a la capital. Davant els preparatius de l'armada reial, París no va trigar a omplir-se de barricades (Dia de les barricades del 12 de maig de 1588. Fos per covardia o per evitar un bany de sang, Enric III va fugir de París per Chartres. El 15 de juliol va signar l'Edicte de la Unió contra els protestants, i va deixar la ciutat de Borgonya en mans de la Lliga per tal que aquests poguessin rebre els espanyols. Seguidament el Duc de Guisa fou nomenat lloctinent general del rei a tot el regne (cap de l'exèrcit)

## Assassinat del Duc de Guisa
El rei va ser obligat a convocar, de nou, als Estats Generals en Blois. Aquests, que eren majoritàriament favorables a la Lliga, li van negar al rei els subsidis. Enric III, enfurit, va decidir llavors acabar amb els Guisa. El Duc de Guisa fou assassinat el 23 de desembre de 1588, el Cardenal de Borbó va ser arrestat (i executat poc després), així com el príncep de Joinville, fill del Duc de Guisa, la seva mare la Duquessa de Nemours i el seu cosí, el duc d'Elbeuf. Molts dels diputats dels Estats Generals van ser arrestats també.
Aquests fets van provocar un revolta general. La Sorbona va rellevar als seus membres del seu deure de fidelitat al rei. Totes les províncies dominades per la Lliga (especialment Lorena, seu dels Guisa) Xampanya, el sud de Borgonya, Bretanya i Normandia (dominada per Philippe-Emmanuel de Lorraine, duc de Mercoeur, governador de Bretanya i cunyat del duc de Guisa) i la regió de París, es van revoltar contra el "tirà" Enric III. Aquest es va aliar amb el rei de Navarra i el seu exèrcit van posar setge a París. El 2 d'agost de 1589 Enric III va ser assassinat per Jacques Clément, un lliguista dominicà. el 1589, Pierre Matthieu va publicar una tragèdia basada en l'assassinat del duc de Guisa, titulada: La Guisiade.
La Lliga es va oposar aferrissadament a l'hugonot Enric de Navarra, rei legítim, preferint a un oncle llunyà, el Cardenal Carles I de Borbó, a qui ja anomenaven "Carles X" (mort a la presó el 1590). Derrotada a la batalla d'Ivry el 14 de maig de 1590, esgotada després de dos setges consecutius de la capital (en la qual els membres més extremistes de la Lliga van imposar el terror per mitjà dels "Setze regidors" (que van executar Brisson, president del Parlament de París), la Lliga però, no va poder ser liquidada.
Els seus excessos, la seva inclinació a favor d'un príncep estranger, el seu finançament espanyol, la seva renuncia a la monarquia, van provocar l'allunyament progressiu de la Lliga, a partir de 1591, primer dels monàrquics, després de les agrupacions, una darrere l'altra, de les ciutats. Tanmateix, la Lliga no es va dissoldre fins al moment en què el rei Enric IV no va abjurar del protestantisme i va retornar al catolicisme. Enric IV va ser consagrat rei a Chartres el 27 de febrer de 1594, i la seva victòria en la batalla de Fontaine-Française, a Borgonya, el 5 de juny de 1595 sobre els últims lliguistes (capitanejats per Carles de Guisa duc de Mayenne, germà d'Enric de Guisa i amb el suport pels espanyols), va posar fi, definitivament, a la Lliga, un dels perills més grans que va conèixer la monarquia francesa abans de l'arribada de l'absolutisme. Després de signada la Pau de Vervins de 1598, que tancava la Guerra franco-espanyola els espanyols van abandonar les últimes places que tenien a França.